# FK MWD Rossii Moskau
Der FK MWD Rossii Moskau (russisch МВД России), eigentlich Futbolny klub Ministerstwa wnutrennich del Rossii (russisch Футбольный клуб Министерства внутренних дел России / Fußballclub des Innenministeriums der Russischen Föderation), ist Nachfolger von Dynamo Moskau als Fußballclub des russischen Innenministeriums. Der Club wurde 2007 in Moskau gegründet und erreichte nach zwei Aufstiegen in Folge (Moskauer Amateurmeister 2007, Meister der Staffel West der 2. Division) zur Saison 2009 die zweithöchste russische Liga, die 1. Division. Wegen finanzieller Schwierigkeiten zog sich der Club aber bereits nach 19 Spieltagen aus dem russischen Profifußball zurück. Die Amateurmannschaft nimmt aber weiterhin am Spielbetrieb der höchsten russischen Amateurspielklasse – in Moskau die Stadtmeisterschaft – teil.
Der Club wurde 2007 unter dem Vorsitz des Chefs der russischen Transportpolizei Generalleutnant Wjatscheslaw Sacharjenkow auf Anregung des Vizeinnenministers Alexander Tschekalin ursprünglich als Amateurclub für die Moskauer Stadtmeisterschaft überwiegend aus Polizisten aus Moskau und Umland aufgebaut. Im Sommer 2007 wurde vom Innenminister Raschid Nurgalijew ein Plan autorisiert, den FK MWD Rossii innerhalb von fünf Jahren in die russische Premjer-Liga zu etablieren. Als Stadtmeister 2007 gelang der sofortige Aufstieg in die unterste halbprofessionelle Liga in Russland, der 2. Division, Zone West. Auch in der 2. Division gelang die sofortige Meisterschaft und damit der Aufstieg in die 1. Division, aus der man sich jedoch im Juli nach 19. Spieltagen wegen finanzieller Schwierigkeiten zurückziehen musste.